# デヴィン・ラトレイ
デヴィン・ラトレイ（Devin Ratray,  1977年1月11日 - ）は、アメリカ合衆国の俳優、元子役である。

## 来歴
1977年、ニューヨーク州ニューヨーク市に生まれる。両親ともに俳優だった。9歳の時に『Where are the Children?』で映画デビュー。その後も子役として、いくつかの映画、テレビドラマへ出演を続けた後にマコーレー・カルキン主演のヒット作『ホーム・アローン』へ出演。同作では、カルキン演じる主人公のケビン少年の意地悪な兄を演じて印象を残している。同じ役柄で1992年には同作の続編『ホーム・アローン2』へも続投した。それからも間を空けながらも役者活動はコンスタントに続けており、2000年代後半から2010年代に入ってから出演作を徐々に増やしている。近年では、ジェフ・ブリッジスとライアン・レイノルズが主演した『ゴースト・エージェント/R.I.P.D.』でプレスリーさながらの悪霊を演じたり、ブルース・ダーンがアカデミー主演男優賞にノミネートされた『ネブラスカ ふたつの心をつなぐ旅』などといった話題作への出演を続けており、再び役者活動を活発化させている。
2021年にDisney+にて配信予定である『ホーム・スイート・ホーム・アローン』にカメオ出演。約29年振りにバズ・マカリスターを演じた。

## 出演作品

### 映画
- Where Are the Children? (1986)
- If It's Tuesday, It Still Must Be Belgium (1987) ※テレビ映画
- Good Old Boy: A Delta Boyhood (1988)
- Zits (1988)
- リトル・モンスター Little Monsters (1989)
- 3人の婚約者 Worth Winning (1989)
- ホーム・アローン Home Alone (1990)
- ホーム・アローン2 Home Alone 2: Lost in New York (1992)
- わんぱくデニス Dennis the Menace (1993)
- Strong Island Boys (1997)
- プリティ・ガール The Prince & Me (2004)
- Slippery Slope (2006)
- Serial (2007)
- The Cake Eaters (2007)
- The Superagent (2009) ※テレビ映画
- The 2 Bobs (2009)
- ハートボール The Winning Season (2009)
- サロゲート Surrogates (2009)
- The Flying Scissors (2009)
- ブレーキング・ポイント Breaking Point (2009)
- エレベーター Elevator (2011)
- サイド・エフェクト Side Effects (2013)
- ブルー・ルーイン Blue Ruin (2013)
- ネブラスカ ふたつの心をつなぐ旅 Nebraska (2013)
- ゴースト・エージェント/R.I.P.D. R.I.P.D. (2013)
- Construction (2015)
- ホーム・スイート・ホーム・アローン（2021）

### テレビドラマ
- ハートランド物語 Heartland (1989)
- ロー&オーダー Law & Order (1995, 2006)
- New York Undercover (1996)
- サード・ウォッチ Third Watch (2002)
- LAW & ORDER:犯罪心理捜査班 Law & Order: Criminal Intent (2004)
- Conviction (2006)
- スーパーナチュラル Supernatural (2009)
- LAW & ORDER:性犯罪特捜班 Law & Order: Special Victims Unit (2011)
- グッド・ワイフ The Good Wife (2012)
- PERSON of INTEREST 犯罪予知ユニット Person of Interest (2013)

## 参照
1. ↑  “Devin Ratray Biography”. 2014年7月5日閲覧。